# 特殊部隊支援群
特殊部隊支援群(とくしゅぶたいしえんぐん、英語: Special Forces Support Group：SFSG)は、イギリス特殊部隊（UKSF）に属する特殊部隊を支援する特殊作戦支援部隊の統合大隊。

## 概要

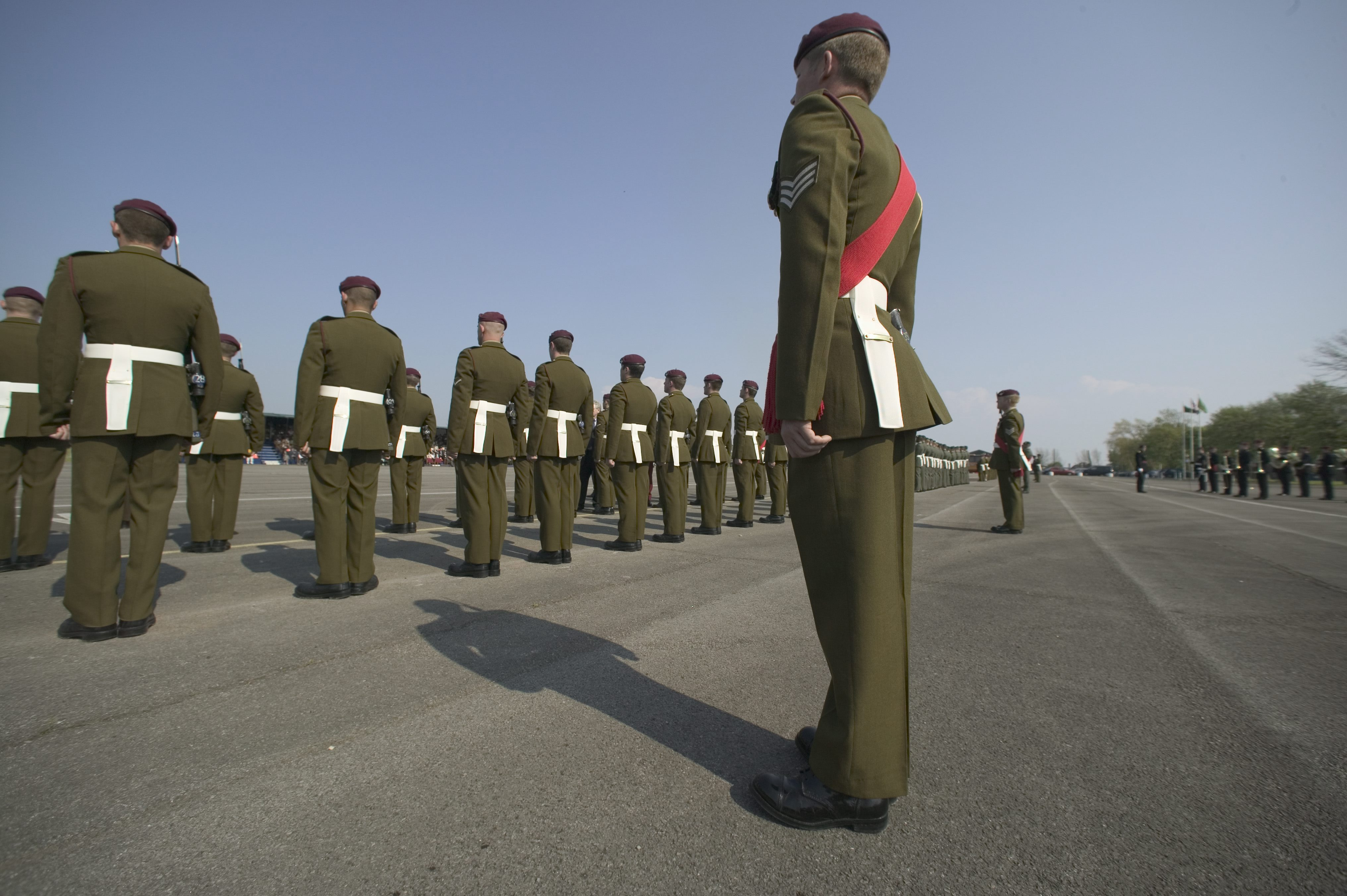
SFSGの就任パレードに参加する隊員

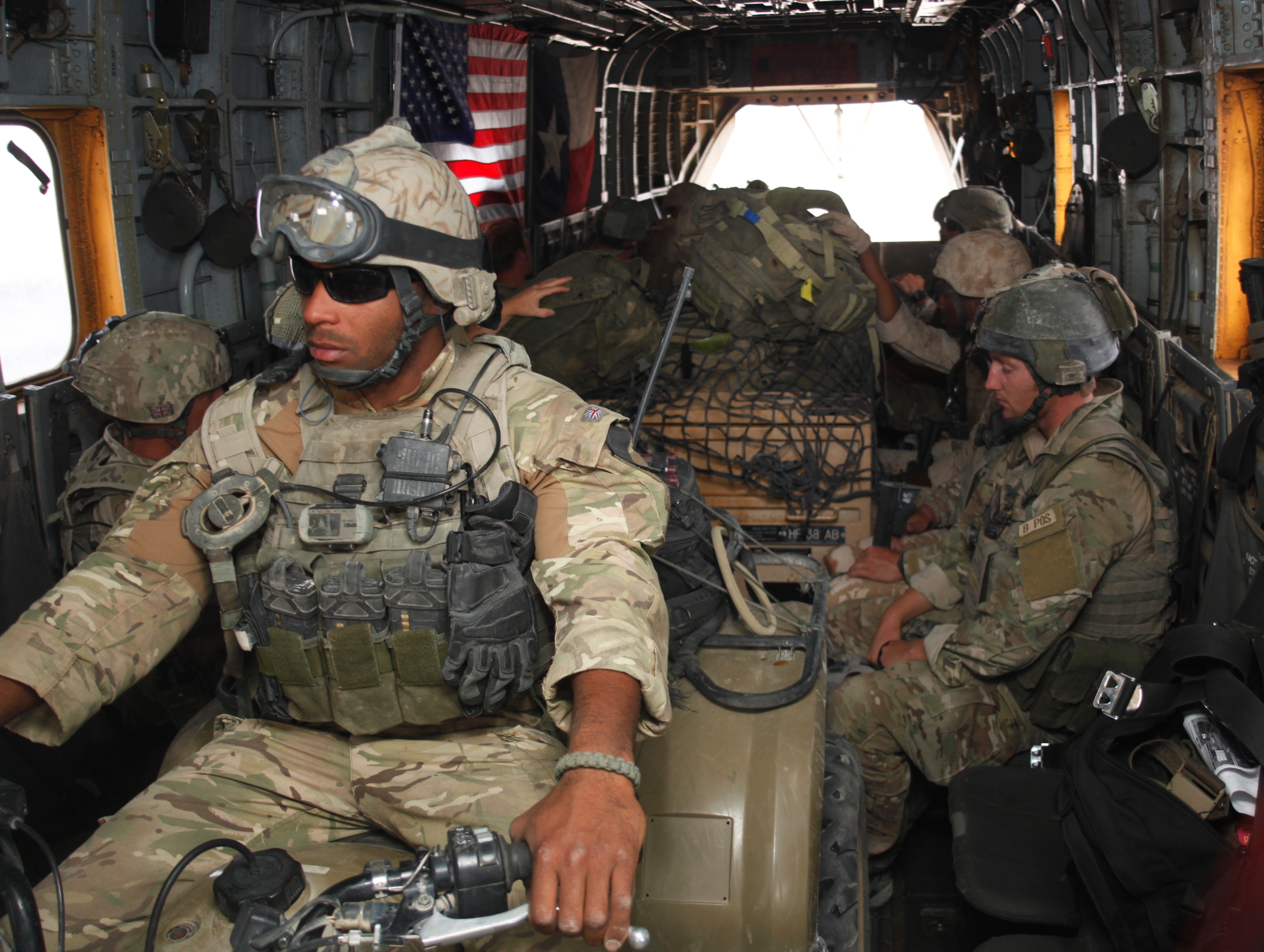
アメリカ軍のヘリコプターに搭乗するSFSG隊員

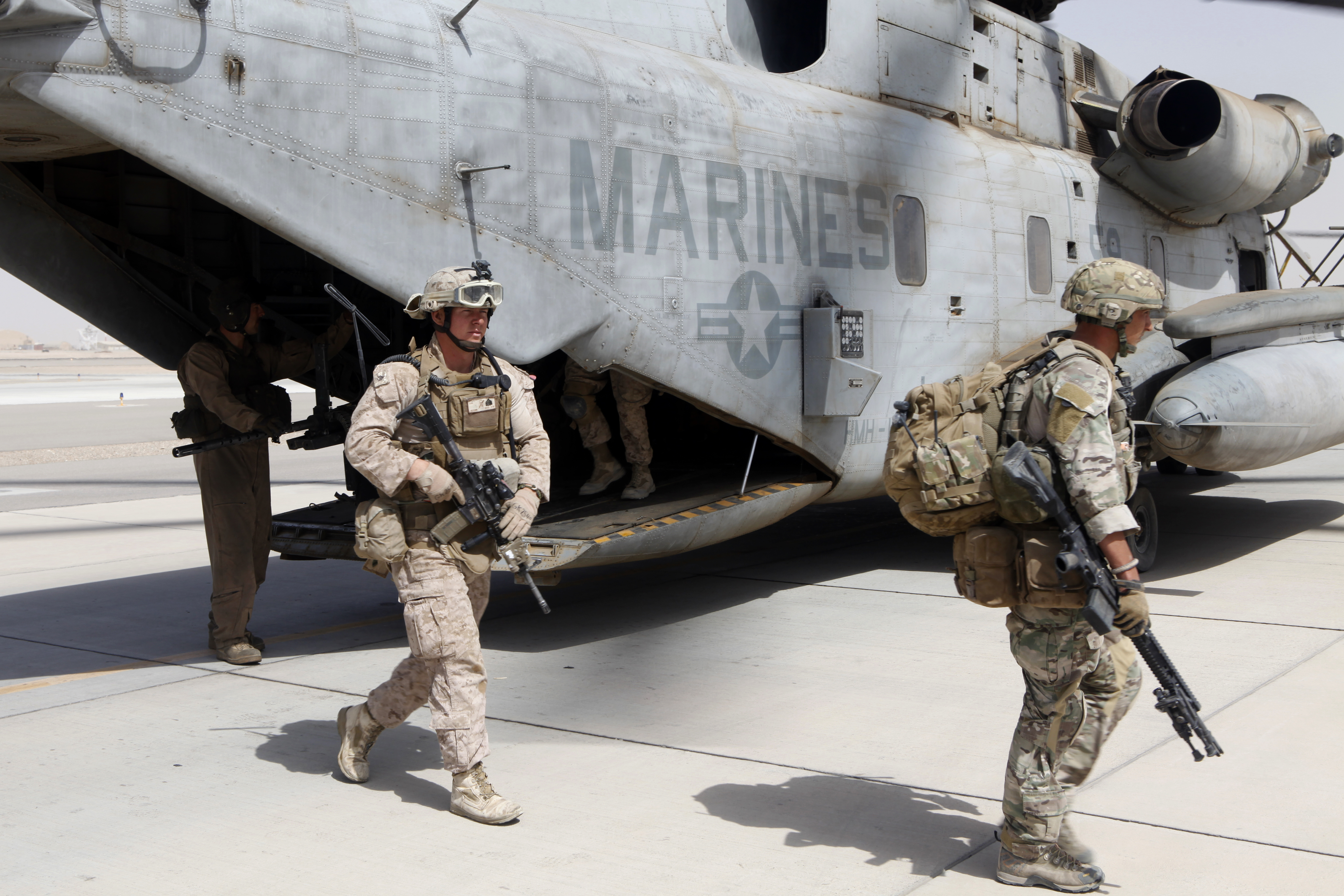
米海兵隊員と共に展開するSFSG隊員(右の兵士)

創設の契機は、シエラレオネ人質救出作戦において兵力の少ないSASと共に落下傘連隊第1大隊が戦ったことにより、二つの部隊がモガディシュの戦闘におけるデルタフォースと第75レンジャーのような連携を取れたことである。
2006年に陸軍の落下傘連隊第1大隊、第43コマンドーなどのイギリス海兵隊、空軍の空軍連隊により編成され、特殊空挺部隊(SAS)、特殊舟艇部隊(SBS)、特殊偵察連隊(SRR)の作戦時には、彼らをサポートする任務を負っている。
具体的な任務としてはイギリス特殊部隊の火力支援、作戦地域の封鎖・警戒、進攻、陽動作戦、JTACおよびCBRNE(主に空軍連隊が担当)を行う。

## 年表
- 2006年 - イラクにて第145任務部隊に参加。[1]
- 2006年9月 - メデューサ作戦（アフガニスタン）に参加。
- 2009年8月 - アフガニスタンにてSBSを支援。
- 2009年12月 - アフガニスタン軍を訓練する。
- 2010年12月 - アフガニスタンにて空挺作戦を行う。

## 編成
特殊部隊支援群
- 本部中隊
  - D中隊 
    - 連隊事務所
    - 迫撃砲輸送小隊
    - 救急小隊
    - 食糧小隊
    - 作戦即応小隊
- 4個小銃中隊
  - A中隊
  - B中隊
  - C中隊
  - F中隊
- 支援中隊
  - 4個火力支援小隊
  - 狙撃小隊
  - 信号小隊
  - 迫撃砲小隊
  - パトロール小隊
  - 戦闘管制小隊
  - 医療小隊